# Моура, Франсишку
Франси́шку Сампа́йю Мо́ура (порт. Francisco Sampaio Moura; род. 16 августа 1999 года, Брага, Португалия) — португальский футболист, левый защитник клуба «Порту».

## Клубная карьера
Моура — воспитанник португальского клуба «Брага». Пробовался в академии футбольного клуба «Палмейрас», куда ездил в годичную аренду. Выступал за молодёжные команды клуба. Сезон 2018/2019 — игрок второй команды. В сезоне 2020/2021 сыграл 5 матчей, в которых забил 2 гола. В сезоне 2021/2022 сыграл 12 матчей и 1 гол.
В сезоне 2022/2023 годов выступал за «Фамаликан». По окончании аренды было активировано право выкупа.

## Карьера в сборной
Выступал за юношеские сборные команды Португалии. В 2018 году в юношеской сборной Португалии Коррея стал победителем юношеского чемпионата Европы в Финляндии. На турнире он сыграл в матчах против команд Финляндии и дважды Италии.

## Достижения

### Международные
Португалия (до 19)
- Юношеский чемпионат Европы — 2018